# Gerolamo Castaldi
Gerolamo Castaldi (falecido em 1521) foi um prelado católico romano que serviu como bispo de Massa Lubrense (1506–1521).

## Biografia
No dia 5 de julho de 1506, Gerolamo Castaldi foi nomeado durante o papado do Papa Júlio II como Bispo de Massa Lubrense. Serviu como Bispo de Massa Lubrense até à sua morte em 1521.